# Windows 98
Windows 98 (cuyo nombre en clave fue Memphis) es un sistema operativo gráfico descontinuado y obsoleto de Microsoft Windows publicado el 25 de junio de 1998 por Microsoft y el sucesor de Windows 95. Como su predecesor, era un producto monolítico híbrido de 16 y 32 bits.
La primera edición de Windows 98 fue designada por los números de versión internos 4.10.1998, o 4.10.1998A si había sido actualizado con el CD de seguridad de Microsoft. Windows 98 Segunda Edición está designado por los números de versión internos 4.10.2222A o 4.10.2222B si había sido actualizado con el CD de seguridad de Microsoft. El sucesor de Windows 98 y última versión de esta saga basada en MS-DOS fue Windows Millenium.

## Pantalla azul de la muerte (BSOD) en Windows 98
En Windows 98, la pantalla azul de la muerte (*Blue Screen of Death*, BSOD) aparece cuando el sistema encuentra un error crítico que impide su funcionamiento normal.
Las causas más comunes incluyen:

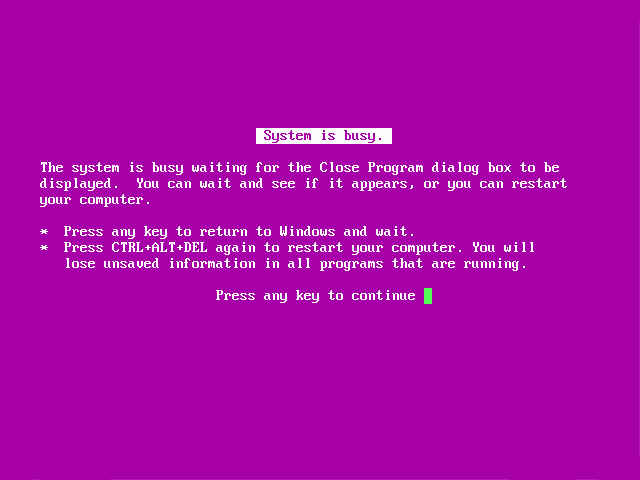
Ejemplo de BSOD en Windows 98.

- Controladores incompatibles o desactualizados.
- Fallos de hardware, especialmente memoria RAM o tarjetas gráficas antiguas.
- Errores en el sistema de archivos o conflictos con software de terceros.
- Inestabilidad general de los sistemas operativos de la era Windows 9x.

## Historia
El 25 de junio de 1998 llegó Windows 98, que era una revisión mejor de Windows 95. Incluiría nuevos controladores de hardware y el sistema de archivos FAT32 que soportaría particiones mayores a los 2 GB permitidos por Windows 95. Esta edición fue una de las últimas para PC-9821.
En 1999 Microsoft sacó al mercado Windows 98 segunda edición, cuya característica más notable era la capacidad de compartir entre varios equipos una conexión a Internet a través de una sola línea telefónica y algunas mejoras al Windows 98 original.

## Versiones
Existieron dos versiones: Windows 98 y Windows 98 Segunda Edición (SE)

### Windows 98

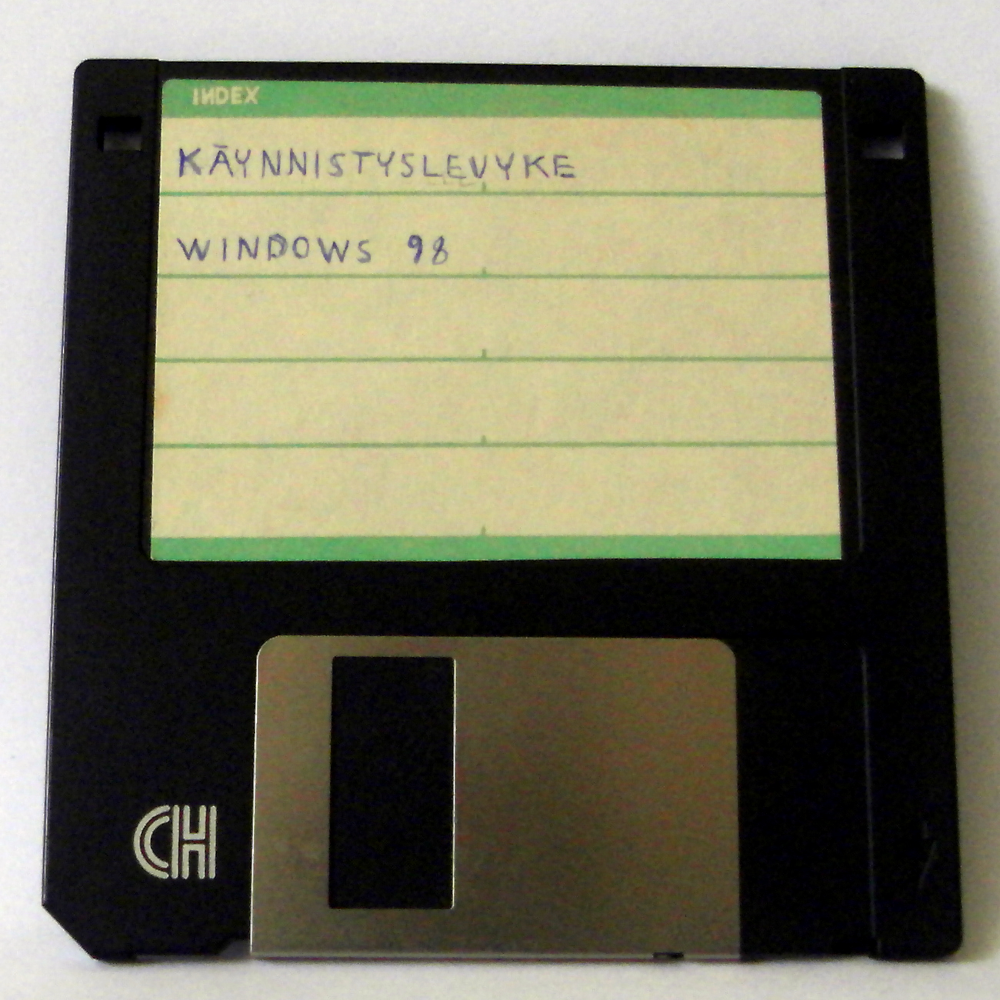
Disquete de instalación de Windows 98

Windows 98 fue lanzada el 25 de junio de 1998. Se trataba de un sistema híbrido de 16bits y 32bits, pero presentó una serie de mejoras, tales como soporte mejorado para FAT32, soporte mejorado para AGP, soporte mejorado para USB, soporte para FireWire y soporte para ACPI. En esta primera versión se mantuvo el IE 4.0 como parte integrante de la interfaz del explorador de Windows (Active Desktop).

### Windows 98 Segunda Edición (SE)
Fue una actualización de Windows 98, publicada el 5 de mayo de 1999. Incluyó correcciones para muchos problemas menores, un soporte USB mejorado, y el reemplazo de Internet Explorer 4.0 con el considerablemente más rápido Internet Explorer 5 en su tiempo. También se incluyó la Conexión Compartida a Internet, que permitía a múltiples ordenadores en una LAN compartir una única conexión a Internet por medio de NAT. Otras características en la actualización incluyeron Microsoft NetMeeting 3.0 y soporte integrado de unidades DVD-ROM. La actualización fue un producto exitoso.[cita requerida] No obstante, no se trató de una actualización gratuita para los compradores de Windows 98 (primera edición), lo que fue un problema notable dado que algunos programas necesitaron Windows 98SE.

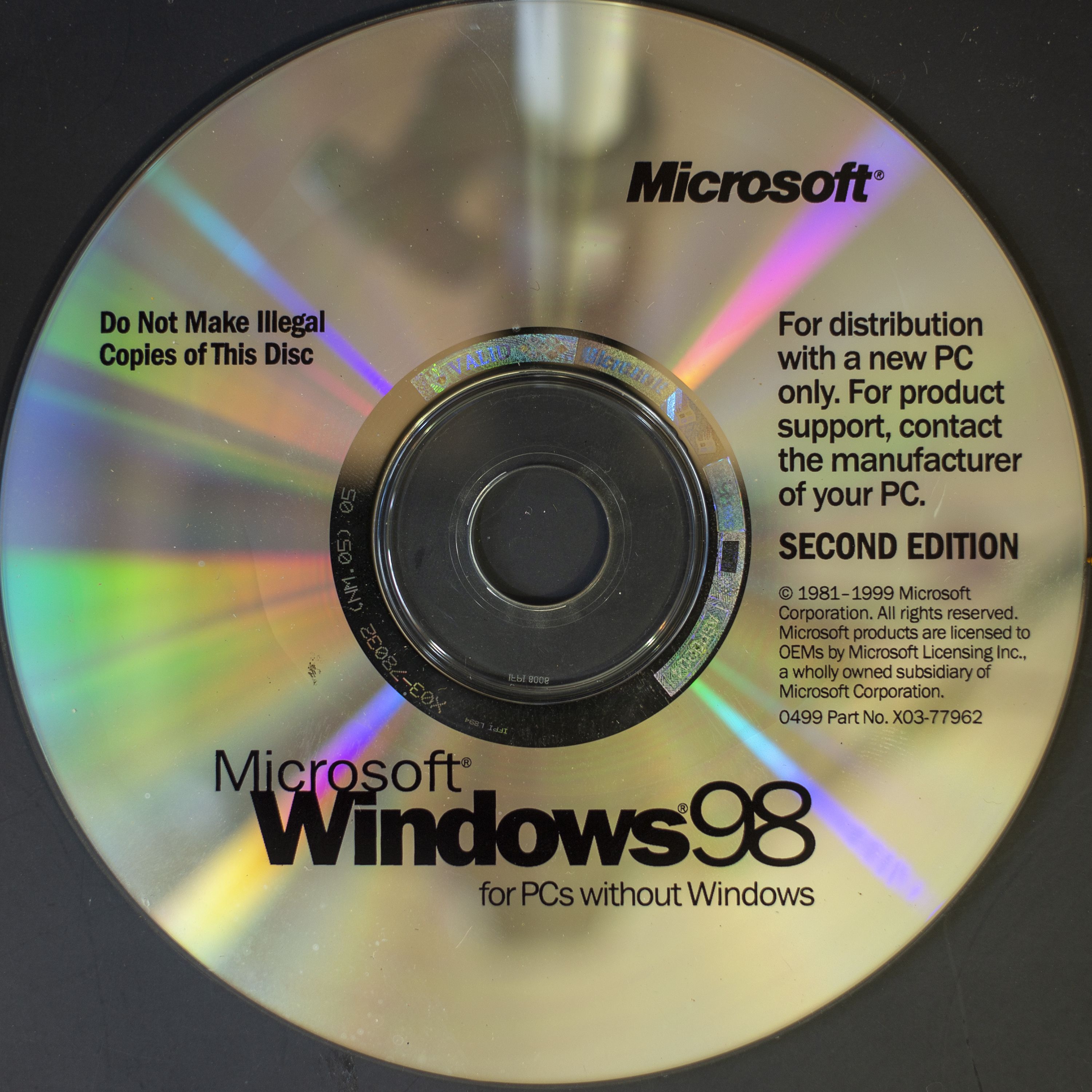
CD-ROM de instalación de Windows 98 SE (1999)

## Conceptos de Windows 98
Microsoft Windows 98 fue un sistema operativo y como tal, se encargaba de gestionar todos los procesos que ocurrían en el ordenador. Ésta era una versión mejorada con respecto a la anterior versión: Windows 95. En Windows 98 se incorporaron todas las novedades surgidas desde el año 1995 hasta el 1998.
Windows 98 era un sistema operativo que se generó a partir de Windows 95, del Windows 3.11, Windows 3.1 y del MS-DOS. Su principal diferencia con los primeros era que usaba el sistema de archivos FAT32, lo que lo hacía más rápido ya que almacenaba los datos más eficazmente, lo que creaba varios cientos de MB de espacio en disco adicional en la unidad. Además, los programas se ejecutaban más rápidamente y el equipo utilizaba menos recursos de sistema.[cita requerida]

## Nuevas y actualizadas características
Entre las nuevas características de Windows 98 estaban un mejor soporte de AGP, controladores USB funcionales, y soporte para múltiples monitores y WebTV. También ofrecía soporte para el sistema de ficheros FAT32, permitiendo soportar particiones de disco mayores que los dos gigabytes máximos aceptados por Windows 95. Era además la primera versión de Windows en soportar ACPI. Como en posteriores publicaciones tras Windows 95, Internet Explorer continuó estando integrado en la interfaz del explorador de Windows (una característica llamada Active Desktop).

### Nuevo estándar de controladores
Windows 98 fue el primer sistema operativo capaz de usar el Windows Driver Model (WDM). Este hecho no fue bien conocido cuando Windows 98 fue publicado y muchos productores de hardware continuaron desarrollando y usando el antiguo estándar de controladores, VxD. Esto dio lugar a la idea equivocada de que Windows 98 sólo podía usar controladores VxD, pero nunca fue cierto.
El estándar WDM fue extendiéndose años después de su publicación, principalmente a través de Windows 2000 y Windows XP, pues estos sistemas ya no eran compatibles con el antiguo estándar VxD. A 2021, aunque los fabricantes de hardware nunca desarrollaron controladores directamente, Windows sólo utilizaba principalmente controladores WDM compatibles con sistemas basados en Windows 98.

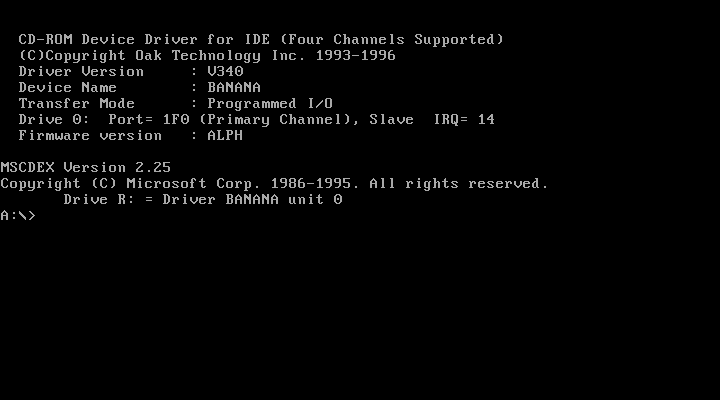
Captura de pantalla del disco de inicio de Windows 98

## Requisitos del sistema
| Hardware     | Windows 98                                                                                         | Windows 98 SE                                                                         |
| ------------ | -------------------------------------------------------------------------------------------------- | ------------------------------------------------------------------------------------- |
| CPU          | 486 DX2 a 66 MHz                                                                                   | 486 DX4 a 100 MHz                                                                     |
| RAM          | 16 MB                                                                                              | 24 MB                                                                                 |
| Disco duro   | Actualizando desde Windows 95 o desde 3.1: 140-315 MB (normalmente 205 MB) de espacio              | Actualizando desde Windows 95 o desde 3.1: 140-315 MB (normalmente 205 MB) de espacio |
| Disco duro   | Nueva instalación usando el sistema de ficheros FAT16: 210-400 MB (normalmente 260 MB) de espacio  |                                                                                       |
| Disco duro   | Nueva instalación usando el sistema de ficheros FAT32: 190-305 MB (normalmente 210 MB) de espacio. |                                                                                       |
| Disquetera   | 3 1/2"                                                                                             | 3 1/2"                                                                                |
| Lector de CD | Sí                                                                                                 | Sí                                                                                    |
| Pantalla     | 640x480 16 colores VGA (se recomienda 32 bits)                                                     | 640x480 16 colores VGA (se recomienda 32 bits)                                        |
| Ratón        | Microsoft Mouse o un dispositivo apuntador compatible                                              | Microsoft Mouse o un dispositivo apuntador compatible                                 |

A pesar de estos requisitos, fue posible instalar Windows 98 con solo 8 MB de RAM y un procesador 386 si se utilizaba el interruptor /NM al iniciar el instalador desde DOS. Sin embargo, el rendimiento no sería óptimo.
NOTA: Tanto Windows 98 como Windows 98SE tuvieron considerables problemas asociados a discos duros de un tamaño superior a 32 GB. Se había hecho pública una actualización de software para corregir esta deficiencia.

## Demostración pública
La publicación de Windows 98 estuvo precedida por una notable demostración pública en el COMDEX, en abril de 1998. El presidente ejecutivo de Microsoft, Bill Gates estaba destacando la facilidad de uso del sistema operativo y su mejorado soporte de Plug and Play (PnP). Sin embargo, cuando el gerente de programa Chris Capossela conectó un escáner e intentó instalarlo, el sistema operativo se colgó, mostrando un pantallazo azul. Bill Gates bromeó diciendo que "debe ser por eso por lo que aún no estamos distribuyendo Windows 98." La grabación en vídeo de este evento se convirtió en un fenómeno de Internet popular.

## Ciclo de vida del producto
Microsoft planeó interrumpir su soporte para Windows 98 el 31 de diciembre de 2004. No obstante, debido a la continua popularidad del sistema operativo (el 27% de las visitas a Google en el periodo de octubre-noviembre de 2003 se hicieron desde sistemas usando Windows 98), Microsoft decidió mantener el soporte hasta el 11 de julio de 2006. El soporte para Windows Me también finalizó en esa fecha. El 11 de julio de 2006 se discontinuó el soporte de autoayuda para Windows 98 y ME
En agosto de 2011, Microsoft cerró el sitio de Windows Update para Windows 95, Windows 98, Windows Millenium y Windows NT 4.0.